# Hospital Real de Londres

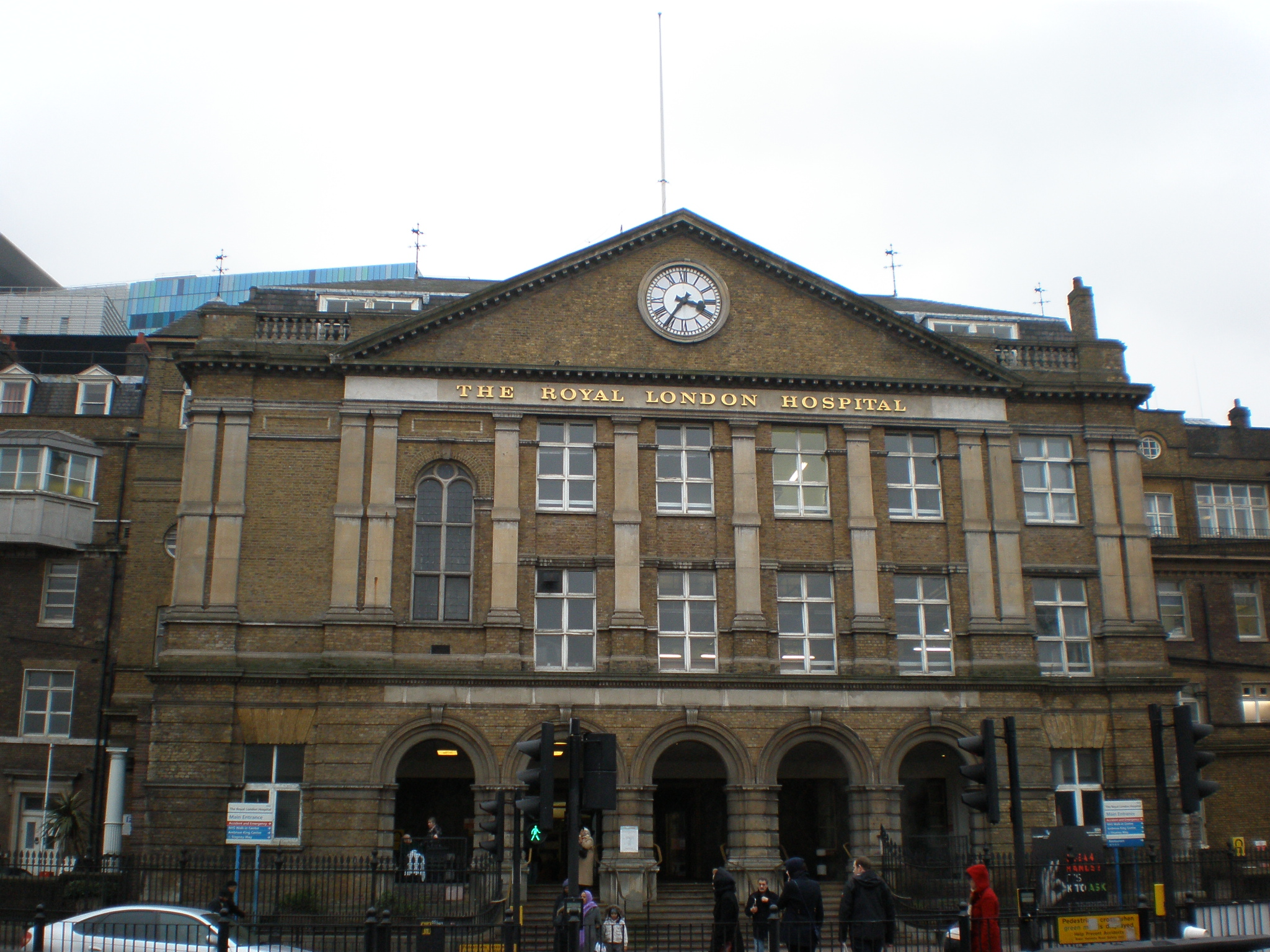
Entrada histórica, desde el.

El Hospital Real de Londres (en inglés: Royal London Hospital) se localiza en el barrio de Whitechapel, en el Tower Hamlets, funciona desde 1740 y es el principal de la City de Londres.
Con 26 quirófanos, 110 salas y 845 camas; una moderna reformación del edificio sucedió en febrero de 2012, proporciona asistencia sanitaria para más de 280 mil personas.

## Historia

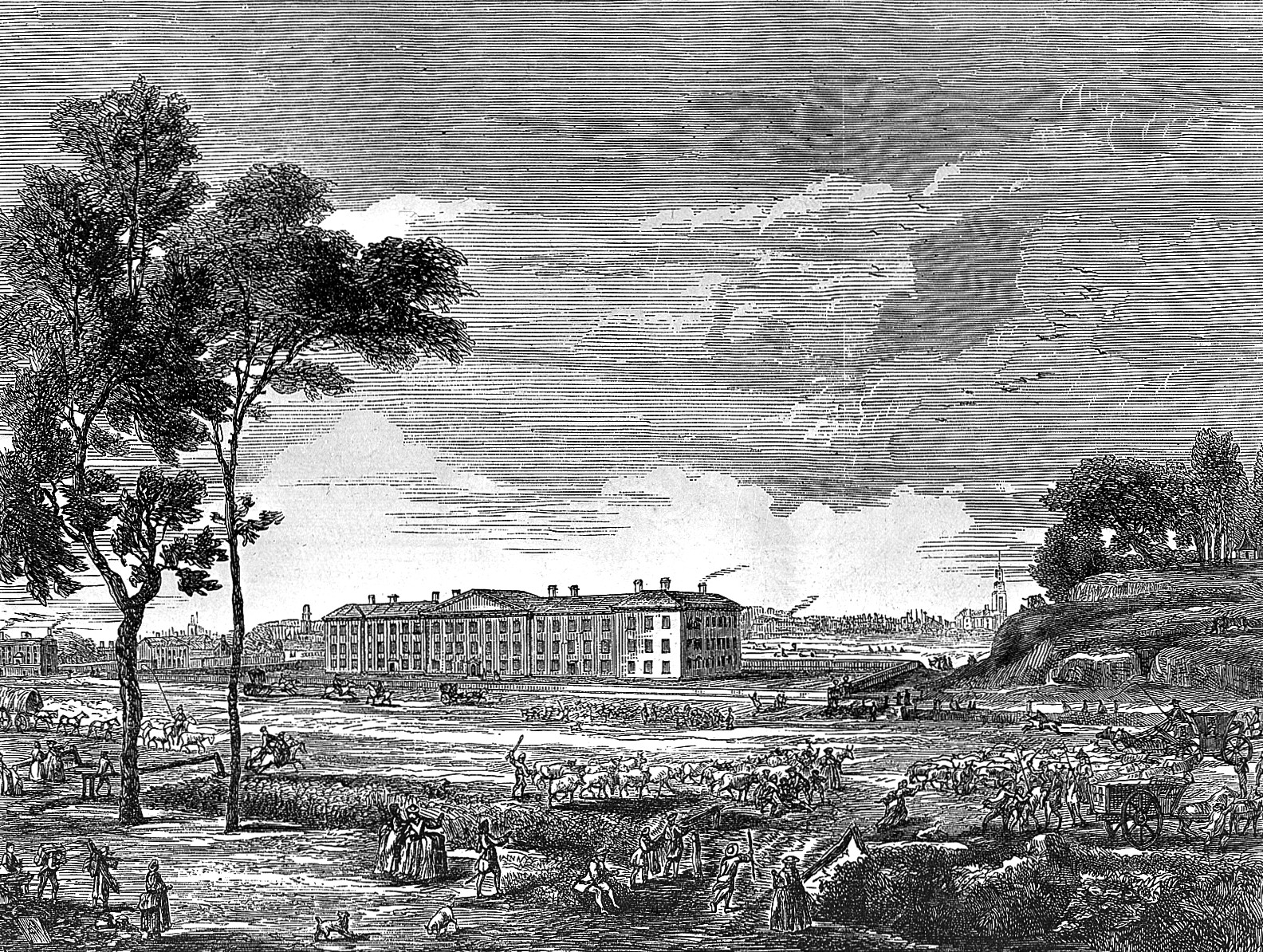
Grabado del hospital, obra de 1753.

A mediados del siglo XVIII había cinco hospitales voluntarios en Londres que brindaban atención médica gratuita a quienes no podían pagarla. Sin embargo, ninguno estaba ubicado en el este de la ciudad, donde podría haber servido a la población comparativamente más empobrecida y en rápido crecimiento allí; este fue el vacío que llenó el Hospital Real de Londres. La institución se fundó el 23 de septiembre de 1740, cuando siete caballeros se reunieron en la taberna Feathers de Cheapside (en la City de Londres) y suscribieron la formación de «una nueva enfermería prevista».
Joseph Merrick, conocido como el «Hombre Elefante», ingresó al hospital en 1886 y pasó los últimos años de su vida allí. Su esqueleto montado se encuentra actualmente en la escuela de medicina, pero no se exhibe al público.
A finales de los años 1890 se incorporó como enfermera Edith Cavell, quien más tarde ayudó a unos 200 soldados aliados a escapar de la Bélgica ocupada por los alemanes durante la Primera Guerra Mundial.
A principios del siglo XX, el hospital envió a 160 enfermeras a trabajar sin supervisión en casas privadas. Esto le generó una ganancia de 4.000 libras esterlinas al año.
En 1990 la reina Isabel II visitó el hospital y agregó «Real» al nombre, para celebrar el 250 aniversario de su fundación. En 1994 la actual Escuela de Enfermería y Partería se formó y en 1995 se incorporó a la Universidad de la City de Londres.

### El hospital nuevo

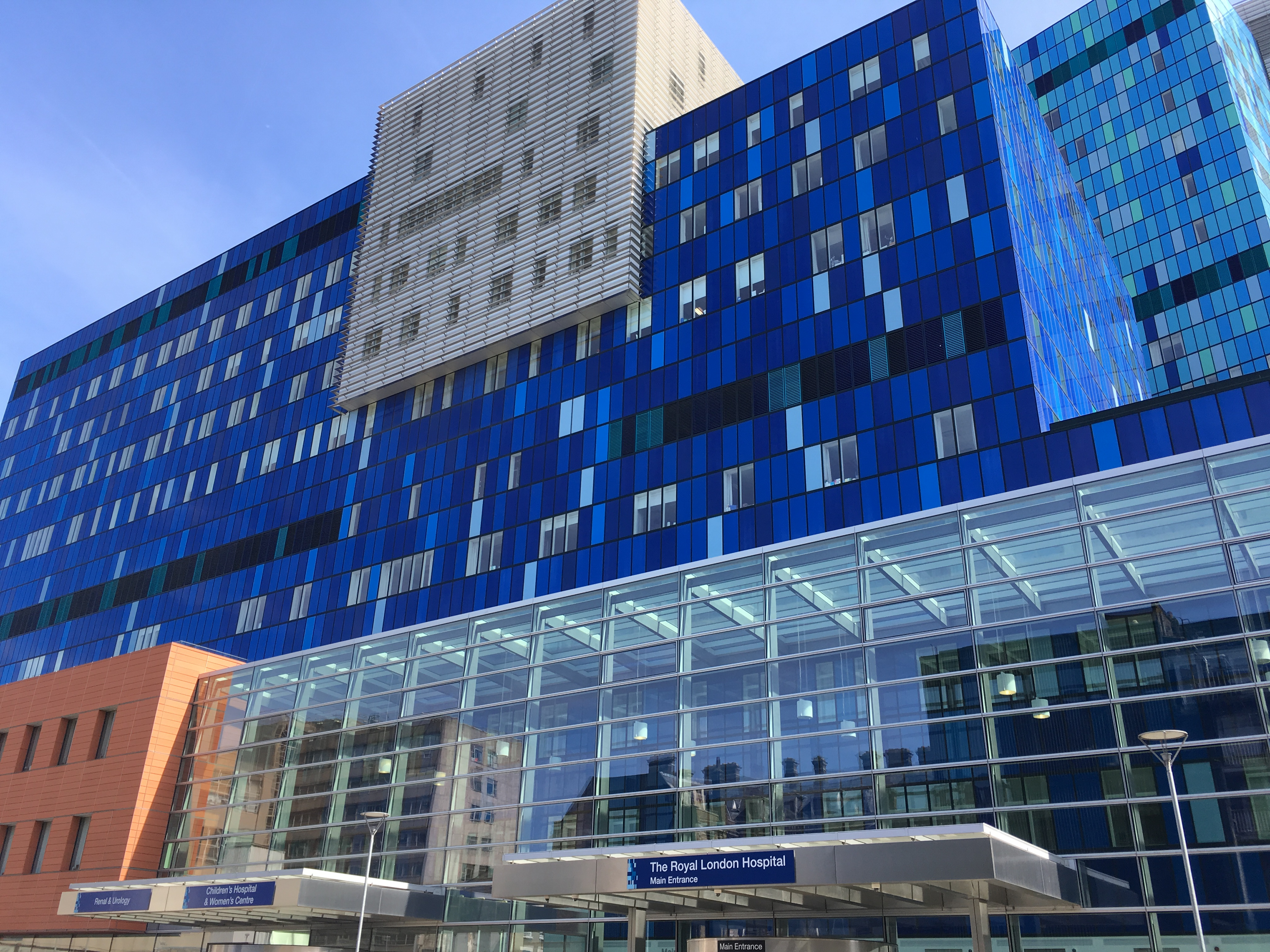
Edificio nuevo, construido en 2016.

En marzo de 2005 se concedió el permiso de planificación para la remodelación y ampliación del hospital, el plan se adquirió en virtud de un contrato de Iniciativa de Financiamiento Privado en 2006. Las obras implicaron el reemplazo de algunas de las antiguas instalaciones del hospital, como las salas levantadas en 1757. Los trabajos también implicaron la creación de un trauma nuevo, otro centro de cuidado de emergencia y nuevas instalaciones de diálisis.
Estas obras, que fueron diseñadas por HOK y emprendidas por Skanska en un coste de £650 millones, abrió parcialmente en 2012 y se completaron en 2016. Los viejos edificios del hospital se están convirtiendo en el nuevo Centro Cívico de Whitechapel.
En marzo de 2020 se informó que se abrirían los pisos 14 y 15 del hospital, que nunca fueron acondicionados porque el fideicomiso no había podido permitírselo, con el fin de brindar más capacidad para atender a los pacientes durante la pandemia de COVID-19. Estos pisos se abrieron en mayo de 2020 a un costo de £ 24 millones.

## Museo

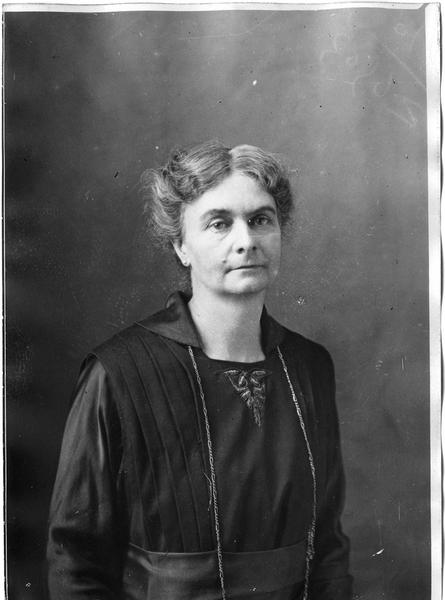
Edith Cavell fue enfermera del hospital.

Tiene un museo que se encuentra en la cripta de una iglesia del siglo XIX. Reabrió en 2002 después de una extensa remodelación y está abierto al público de forma gratuita. Cubre la historia del hospital desde su fundación y la historia más amplia de la medicina en el East End de Londres. Es miembro de los Museos de Londres de Medicina & de Salud.
Incluye secciones dedicadas a Joseph Merrick y la enfermera Edith Cavell. También hay obras de arte, instrumentos quirúrgicos, equipo médico, uniformes, medallas, documentos y libros.
Una sección muy cuestionada y famosa, es la sala de medicina forense donde se exhibe material original sobre los femicidas Jack el Destripador, Hawley Crippen y John Christie.

## Vanguardia en traumatología

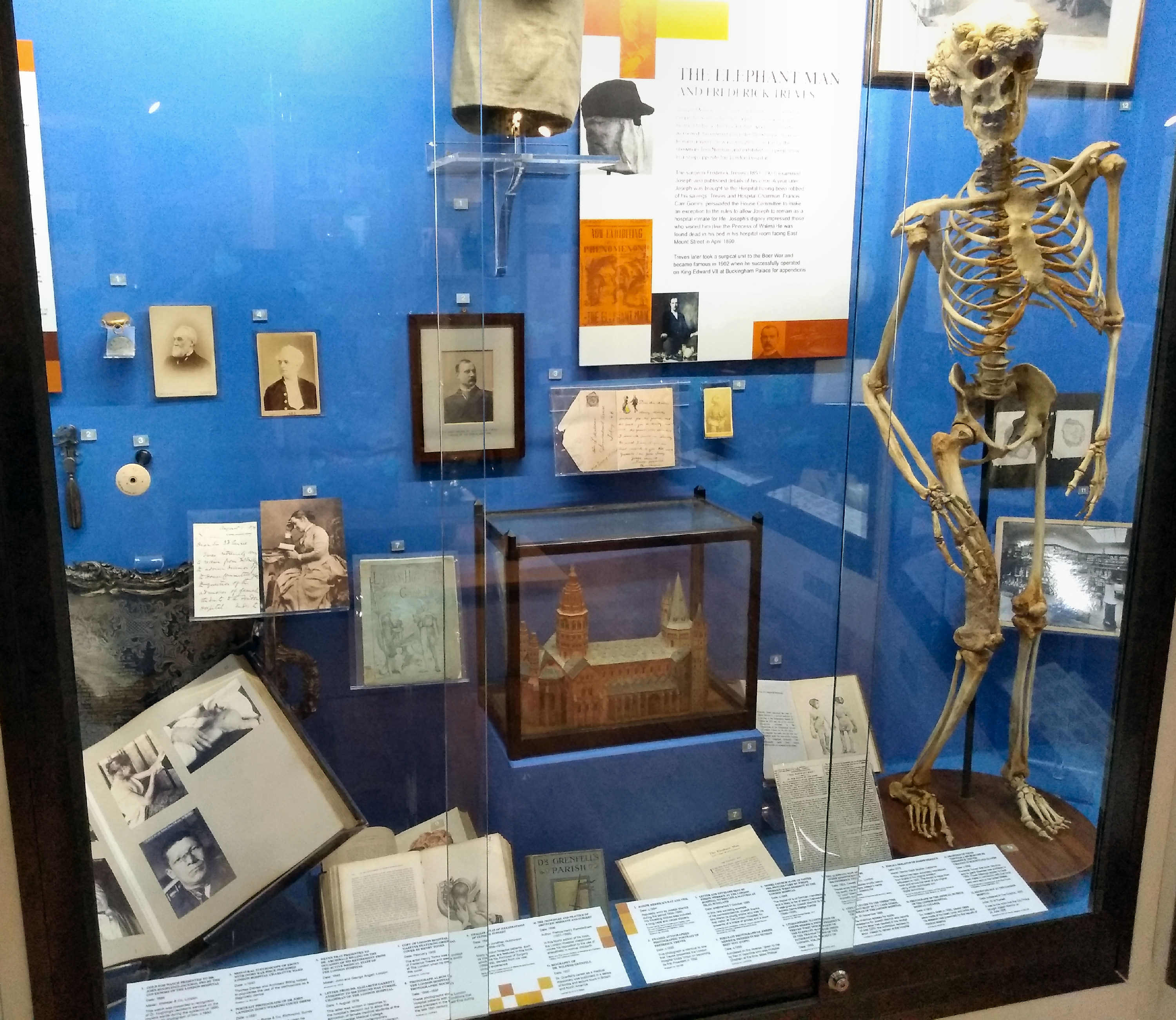
Muestra de Joseph Merrick en el museo.

La Queen Mary University of London y otros notables institutos de enseñanza médica, tienen una sólida asociación clínica con el Centro de Trauma Mayor del hospital.
El hospital es parte del London Trauma System desde 2010, una iniciativa de toda la ciudad para transformar los servicios de emergencia y traumatología de vanguardia. Se cree que la red es la más grande de su tipo en el mundo, ya que comprende cuatro hospitales de Londres y es apoyada por una serie de unidades de traumatología localizadas en varias A&E departamentos donde los pacientes con lesiones menos graves reciben tratamiento.

## En la cultura popular
La serie de televisión Casualty 1900s está ambientada en él y sigue la vida cotidiana del hospital a lo largo de estos años. Algunas de las historias se basan en casos reales extraídos de los registros del hospital.
La serie de comedia dramática televisiva Crashing (2016), que sigue la vida de seis guardianes de propiedades que viven en un hospital londinense en desuso; se filmó aquí.
La serie de televisión Call the Midwife, que se desarrolla durante los años 1950 en el este de Londres, incluye escenas en el hospital.